# Bassin Mussipontain Handball
Maillots
Dernière mise à jour : 1 août 2014.
Le Bassin Mussipontain Handball (BMHB) est un club de handball de l'agglomération de Pont-à-Mousson, issu de la fusion en 2014 du club historique de l'ESS Dieulouard et de l'H2BPAM.
Pour la saison 2024-2025, l'équipe fanion féminine joue en Nationale 1 et l'équipe fanion masculine joue en Prénationale.
Créé en 2014 de l'entente ESS Dieulouard / H2BPAM, le BMHB vise à donner une identité commune à ce rapprochement amorcé dès 2011,.

## Entente Sportive Scarponaise Dieulouard Handball
ESS Dieulouard HB a été fondée en 1958 et fut le premier club de handball lorrain. Dans les années 1980, le club obtient de bons résultats dans le Championnat de France masculin de handball avec un passage en D2 et aurait pu monter D1 avant de descendre en Nationale. En août 2018, le club a célébré son 60e et dernier anniversaire.

### Historique
Fondée en 1958, la section handball de l'ESS Dieulouard connaît un engouement rapide, puisque dès sa deuxième année d'existence, elle aligne déjà deux équipes seniors en championnat de Meurthe-et-Moselle. À cette époque, l'équipe évoluait en plein air, dans la cour de récréation de l'école primaire Jean Jaurès. Il ne faut pourtant que trois ans d'existence à l'équipe emmenée par Roland Toussaint pour qu'elle atteigne le championnat de Lorraine.
En 1964, elle accède au championnat de France, une compétition fédérale qu'elle ne quittera plus jusqu'à aujourd'hui, exception faite de la saison 1967-1968. Pourtant, les conditions de jeu restent difficiles. La ville ne possédant pas de salle des sports, l'équipe est contrainte de jouer ses matchs à Pompey. En 1971 l'équipe gagne son ticket pour le Championnat de France de Nationale 2 (actuelle D2).
Le 16 janvier 1972 le club inaugure sa nouvelle salle des sports. En 1979, deuxième de sa poule en championnat de France de Nationale 2 , l'ESS dispute les barrages pour l'accession en Nationale 1 contre Strasbourg, équipe championne de France en titre. Quatre ans plus tard, Dieulouard dispute les pré-barrages d'accession mais est battu par l'US Créteil. En 1990, l'ESS est sacrée championne de France métropole de Nationale 3. La section handball quitte le club omnisports de l'ESS Dieulouard et devient autonome. Après sa descente de Nationale 2, le club s'est ensuite stabilisé au niveau Nationale 3.
Lors de la saison 2010-2011, les joueurs scarponais valident leur ticket d'accession en Nationale 2 après une victoire 19 à 16 lors de l'avant dernière journée contre un ancien club de l'élite Livry-Gargan.
La saison 2011-2012 marque donc le retour du club en Nationale 2. Cette saison, ponctuée d'un grand nombre de blessure mais également de départ, se transforme alors en chemin de croix pour l'équipe fanion. Ainsi et malgré une bonne deuxième partie de saison, le club finit 13e de sa poule et se voit relégué en Nationale 3.
Après seulement une année passée en Nationale 3, l'équipe fanion retrouve la nationale 2 pour la saison 2013-2014.

### Parcours détaillé de l'ESS Dieulouard (1995-2014)
| Saison    | Div.        | Clas. | Coupe de France        | Éliminé par                    |
| --------- | ----------- | ----- | ---------------------- | ------------------------------ |
| 1995-1996 | Nationale 2 | 9e    | Régionale              | -                              |
| 1996-1997 | Nationale 2 | 2e    | 64e de finale          | -                              |
| 1997-1998 | Nationale 2 | 3e    | Régionale              | -                              |
| 1998-1999 | Nationale 2 | 3e    | -                      | -                              |
| 1999-2000 | Nationale 2 | 13e   | 3e tour                | -                              |
| 2000-2001 | Nationale 3 | 10e   | 5e tour                | -                              |
| 2001-2003 | Nationale 3 | 6e    | Régionale              | -                              |
| 2002-2003 | Nationale 3 | 11e   | Régionale              | -                              |
| 2003-2004 | Nationale 3 | 4e    | pas de Coupe de France | -                              |
| 2004-2005 | Nationale 3 | 8e    | 64e de finale          | -                              |
| 2005-2006 | Nationale 3 | 8e    | Régionale              | -                              |
| 2006-2007 | Nationale 3 | 3e    | Pas de participation   | -                              |
| 2007-2008 | Nationale 3 | 3e    | 32e de finale          | ASPTT Nancy/Vandœuvre (Pro D2) |
| 2008-2009 | Nationale 3 | 5e    | 4e tour                | SMEC Metz Masculin (N1)        |
| 2009-2010 | Nationale 3 | 5e    | 1er tour               | Sarrebourg (N3)                |
| 2010-2011 | Nationale 3 | 2e    | 2e tour                | Metz Handball (N2)             |
| 2011-2012 | Nationale 2 | 13e   | 3e tour                | Metz Handball (N1)             |
| 2012-2013 | Nationale 3 | 3e    | 1er tour               | Folschviller (N2)              |
| 2013-2014 | Nationale 2 | 7e    | 2e tour                | Longvic (N2)                   |

### Palmarès
- Champion de France de Nationale 3 : 1990
- Champion de Lorraine 1967, 1970 et vice-champion 1999, 2001

## Handball Blénod et Pont-à-Mousson
Le Handball Blénod et Pont-à-Mousson, mieux connu sous son sigle H2BPAM, est le club de Blénod et Pont-à-Mousson dont la fusion a eu lieu en 2014 entre le CSBlénod Handball (1976) et le HbcPAM (1986).
Ces deux clubs de handball meurthe et mosellan sont de jeunes clubs qui ont pu connaître une ascension rapide du plus bas niveau à un niveau pré-nationale en 2010 puis 2014 et enfin une montée en Nationale 3 en 2016 pour l'équipe féminine.
L'équipe "une" féminine du club évolue encore en Nationale 3 pour la saison 2017-2018 et toujours sous le nom de H2BPAM. Après la fusion et une montée historique en Nationale 1 féminine, l'équipe fanion est actuellement en Nationale 2 lors de la saison 2023-2024.

## Depuis l'entente

### Historique
Équipe Masculine :
| Saison    | Div.         | Clas. | Coupe de France | Éliminé par           |
| --------- | ------------ | ----- | --------------- | --------------------- |
| 2014-2015 | Nationale 2  | 8e    | 2e tour         | Folschviller (N2)     |
| 2015-2016 | Nationale 2  | 12e   | 1er tour        | Neuves-Maisons (N3)   |
| 2016-2017 | Nationale 3  | 8e    | 1er tour        | Villers Handball (N2) |
| 2017-2018 | Nationale 3  | 11e   | 1er tour        | Plobsheïm (N2)        |
| 2018-2019 | Prénationale | 1er   | 4e tour         | Hilsenheim            |
| 2019-2020 | Nationale 3  | ?e    | tour            | ?                     |
| 2023-2024 | Nationale 3  | ?     | 2e Tour         | P2H (N2)              |

Équipe Féminine :
| Saison    | Div.        | Clas. | Coupe de France | Éliminé par      |
| --------- | ----------- | ----- | --------------- | ---------------- |
| 2018-2019 | Nationale 2 | 4e    | 1er tour        | Épinal (N1)      |
| 2019-2020 | Nationale 2 | ?e    | 2e tour         | Yutz (N1)        |
| 2023-2024 | Nationale 2 |       | 3e Tour         | Toujours en lice |